# Ordre de bataille unioniste de New Market
Les unités et commandants de l'armée de l'Union suivants ont combattu lors de la bataille de New Market pendant la guerre de Sécession. L'ordre de bataille confédéré est précisé séparément. L'ordre de bataille a été compilé à partir de l'organisation de l'armée lors de la bataille et les rapports.

## Abréviations utilisées

### Grade militaire
- MG = Major général
- BG = Brigadier général
- Col = Colonel
- Ltc = Lieutenant-colonel
- Maj = Commandant
- Cpt = Capitaine
- Lt = Lieutenant

### Autre
- (b) = blessé
- mb = mortellement blessé
- † = tué
- (PDG) = capturé

## Département de la Virginie-Occidentale
MG Franz Sigel
| Division                                               | Brigade                                 | Régiments et autres |
| ------------------------------------------------------ | --------------------------------------- | --- |
| Première division d'Infanterie BG Jeremiah C. Sullivan | Première brigade Col Augustus Moor      | - 18th Connecticut : Maj Henry Peale - 28th Ohio : Ltc Gottfried Becker - 116th Ohio : Col James Washburn - 123rd Ohio : Maj Horace Kellogg |
| Première division d'Infanterie BG Jeremiah C. Sullivan | Deuxième brigade Col Joseph Thoburn     | - 34th Massachusetts : Col George D. Wells - 54th Pennsylvania : Col Jacob M. Campbell - 1st West Virginia : Ltc Jacob Weddle - 12th West Virginia : Col William B. Curtis |
| Première division de Cavalerie MG Julius Stahel        | Première brigade Col William B. Tibbits | - 1st New York (vétéran) : Col Robert F. Taylor - 1st New York (Lincoln) : Ltc Alonzo W. Adams - 1st Maryland Potomac Home Brigade (détachement) : Maj J. Townsend Daniel - 21st New York : Maj Charles G. Otis - 14th Pennsylvania (détachement) : Cpt Ashbell F. Duncan, Ltc William Blakely |
| Première division de Cavalerie MG Julius Stahel        | Deuxième brigade Col John E. Wynkoop    | - 15th New York : Maj H. Roessler - 20th Pennsylvania : Maj Robert B. Douglas - 22nd Pennsylvania (détachement) : first lieutenant Caleb McNulty |
| Artillerie                                             |                                         | - Maryland Light, batterie B : Cpt Alonzo Snow - New York Light, 30th battey : Cpt Albert von Kleiser - 1st West Virginia Light, batterie D : Cpt John Carlin - 1st West Virginia Light, batterie G : Cpt Chatham T. Ewing - 5th U.S., batterie B: Cpt Henry A. du Pont                        |